# Phytobia ecuadorensis
Phytobia ecuadorensis este o specie de muște din genul Phytobia, familia Agromyzidae, descrisă de Spencer în anul 1977.
Este endemică în Ecuador. Conform Catalogue of Life specia Phytobia ecuadorensis nu are subspecii cunoscute.